# تپه تاکستان
تپه تاکستان مربوط به دوره ساسانیان -قرون‌اولیه دوران‌های تاریخی پس از اسلام است و در ۱۴۰۰ متری جنوبشرقی تاکستان واقع شده و این اثر در تاریخ ۳ بهمن ۱۳۷۹ با شمارهٔ ثبت ۲۹۸۹ به‌عنوان یکی از آثار ملی ایران به ثبت رسیده است.